# タルボット郡 (メリーランド州)
タルボット郡（英: Talbot County）は、アメリカ合衆国メリーランド州の東海岸部中央に位置する郡である。2010年国勢調査での人口は37,782人であり、2000年の33,812人から11.7%増加した。郡庁所在地はイーストン町（人口15,945人）であり、同郡で人口最大の町でもある。郡名はイギリス・アイルランド系の政治家ロバート・タルボットの妻、レディ・グレイス・タルボットに因んで名付けられた。レディ・タルボットはメリーランド植民地領主第2代ボルチモア男爵セシリウス・カルバートの姉妹だった。
タルボット郡の北はクイーンアンズ郡、東はキャロライン郡、南はドーチェスター郡、西はチェサピーク湾に接している。

## 歴史
タルボット郡の設立年は不明である。1661年2月12日には保安官に令状が発行されていたので、この日までに存在していた。
1667年、郡政委員会最初の会合が、ヨークの町近くスキップトン・クリーク沿いのウィドウ・ウィンクルスと呼ばれた家屋で開催された。ヨークの町は一旦無人となり、1709年にピットの橋近くアームストロングズ・オールドフィールドに新しい郡庁舎が建てられることになった。この新庁舎は、クイーンアンズ郡が認可を得てタルボット郡から分離すると、ヨークの町が郡内であまりに北にありすぎるという事実に基づいて決められた。ピットの橋はクエーカー集会所のすぐ北にあったが、最も重要なことは、インディアン道（イーストンのワシントン通り）に面しているということだった。
アメリカ独立戦争後の1786年、アナポリスの州議会の法で、「タルボットタウンと呼ぶことになるタルボット郡の町を建設するために」地域を測量し、現存する庁舎周りに区画割りを行って118の区画を作り、道路を指定するためにジョン・ニードルズを指名した。タルボットタウンは郡庁所在地としてイーストンと呼ばれるようになった。別の法が1789年に成立し、古い庁舎の場所に大きな庁舎を建設することとされた。この庁舎は1794年に完工し、現在の庁舎の内側にその一部が残っている。
ジョージ・ワシントン将軍の副官だったテンク・ティルマン中佐が1744年12月25日に郡内フォースリーで生まれた。ティルマンは1786年4月18日に死亡し、オックスフォードに葬られた。
墓所の碑には次のように記されている。
テンク・ティルマン中佐、大陸軍、ワシントンの副官、大陸軍本隊が係わった全ての戦闘に参加した。報酬の受け取りを拒んだ。ティルマンより尊敬されている者は居らず、これほど悼まれた者はいない。私が抱いたよりもティルマンに大きな友情を感じた者は居ない。人格に属するあらゆる素晴らしい評判を残した。ティルマンは1786年4月18日に死んだ。42歳だった。
アメリカ合衆国建国の父であるジョン・ディキンソンはトラップで生まれた。奴隷制度廃止運動家フレデリック・ダグラスはタッカホー近くで奴隷として生まれた。ダグラスの彫像がタルボット郡庁舎前に立っている。
メリーランド州東海岸部で最初に建てられた病院は昔のメアリーのディライト農園、アブソロム・トンプソン博士の農園のマクダニエル近くにあった。
タルボット郡には多くのアメリカ合衆国国家歴史登録財がある。

## 歴史的な場所

### サードヘイブン集会所

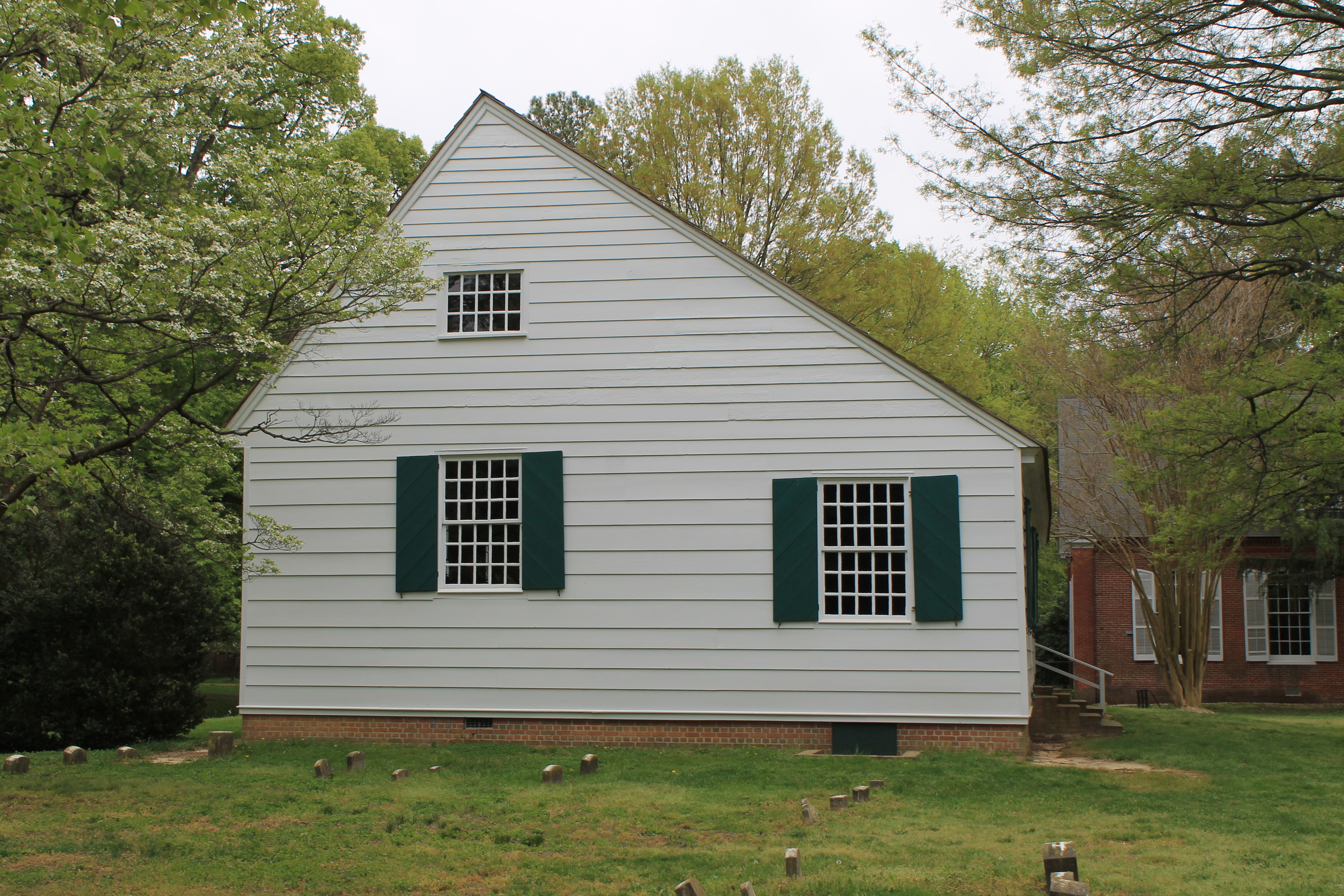
サードヘイブン集会所、1682年頃

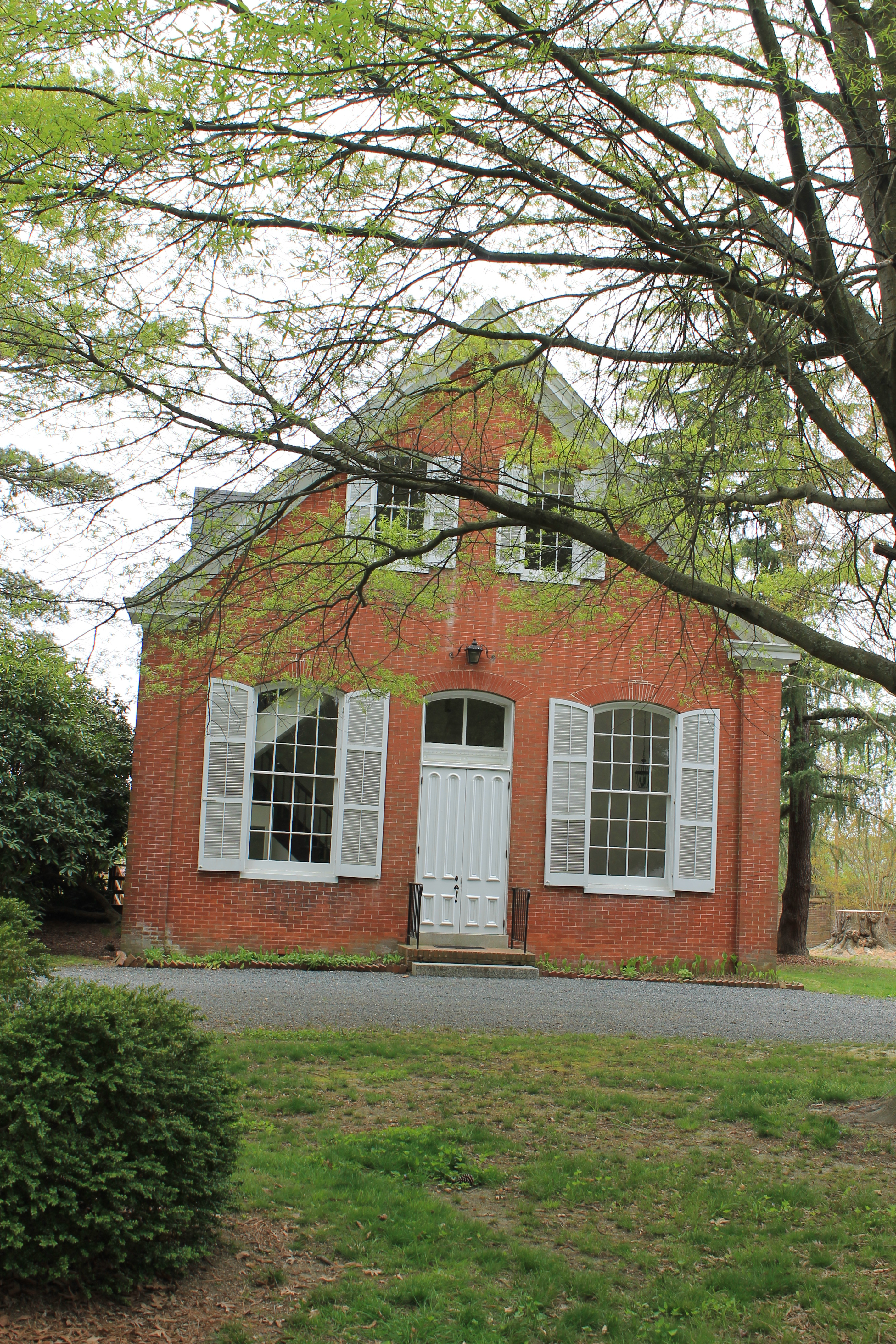
新サードヘイブン集会所

クエーカーのサードヘイブン集会所は1682年に建設された。1649年、イングランド王のチャールズ1世が処刑された後、王党派のバージニア総督バークレイがメリーランド寛容法を成立させた。クエーカー教徒はその信仰故にバージニアから追い出された。バージニアから逃げてきた者達はメリーランド植民地領主ボルチモア卿（第2代ボルチモア男爵セシリウス・カルバート）から開拓者として迎え入れられた。クエーカー教徒が入植した土地はトレッドエイボン川の近く、現在のイーストンの町にジョン・エドモンドソンが与えたものだった。その集会所は高台の森の中3エーカー (12,000 m2) の土地に建っており、インディアン道（現在ではワシントン通り）に沿っている。クエーカーの神父ジョージ・フォックスがそこを何度も訪れた。フォックスが死んだ時、サードヘイブン集会所はフォックスの収集品を収めた図書館と共に残された。クエーカーはこの集会所が国内でも最古の木組宗教集会用建物だと主張している。ウィリアム・ペンが行った説教にボルチモア卿が同席したとされている。
1794年、棟木の片方に垂木が伸ばされ、建物内部の空間が広がった。ただし外観は傾いているように見える。1879年、新しく煉瓦造りの集会所が建設され、今日も使われている。1階が集会所、2階が日曜学校に使われている。

### セントジョセフ・ローマ・カトリック教会
セントジョセフ・ローマ・カトリック教会は東海岸部で最古のローマ・カトリック教会と認められている。イエズス会士ジョセフ・モースリーが1765年にコルドバのイーストン北の農場にこの教会を設立した。タルボット郡では2番目のローマ・カトリック教会だった。ドンカスターにある礼拝堂が最初だった。
この教会は1845年に増築され、1903年には現在祭壇がある所にクローバー型の後陣が追加された。前面から見ると増築された後陣が左端にある。モースリー神父や他の聖職者の遺骸が教会の床下に収められている。
セントジョセフ・ローマ・カトリック教会では毎年8月第1水曜日に馬上槍試合が開催されている。イーストンのボブ・コノリーは、「この行事は過去142年間、セントジョセフ教会で開かれてきた。唯一開催できなかったのは1918年であり、騎手の多くが第一次世界大戦に出征したためだった。」と記している。コルドバ住人のルイス・プラッグは40年間この試合に出続けた。プラッグは「馬のトレーラーを持っていなかったので、農場のトラックに馬を乗せていった」と回想していた。馬上槍試合はメリーランド州の公認スポーツになっている。セントジョセフ教会では現在も毎週礼拝が行われている。

### ロングウッズ校舎

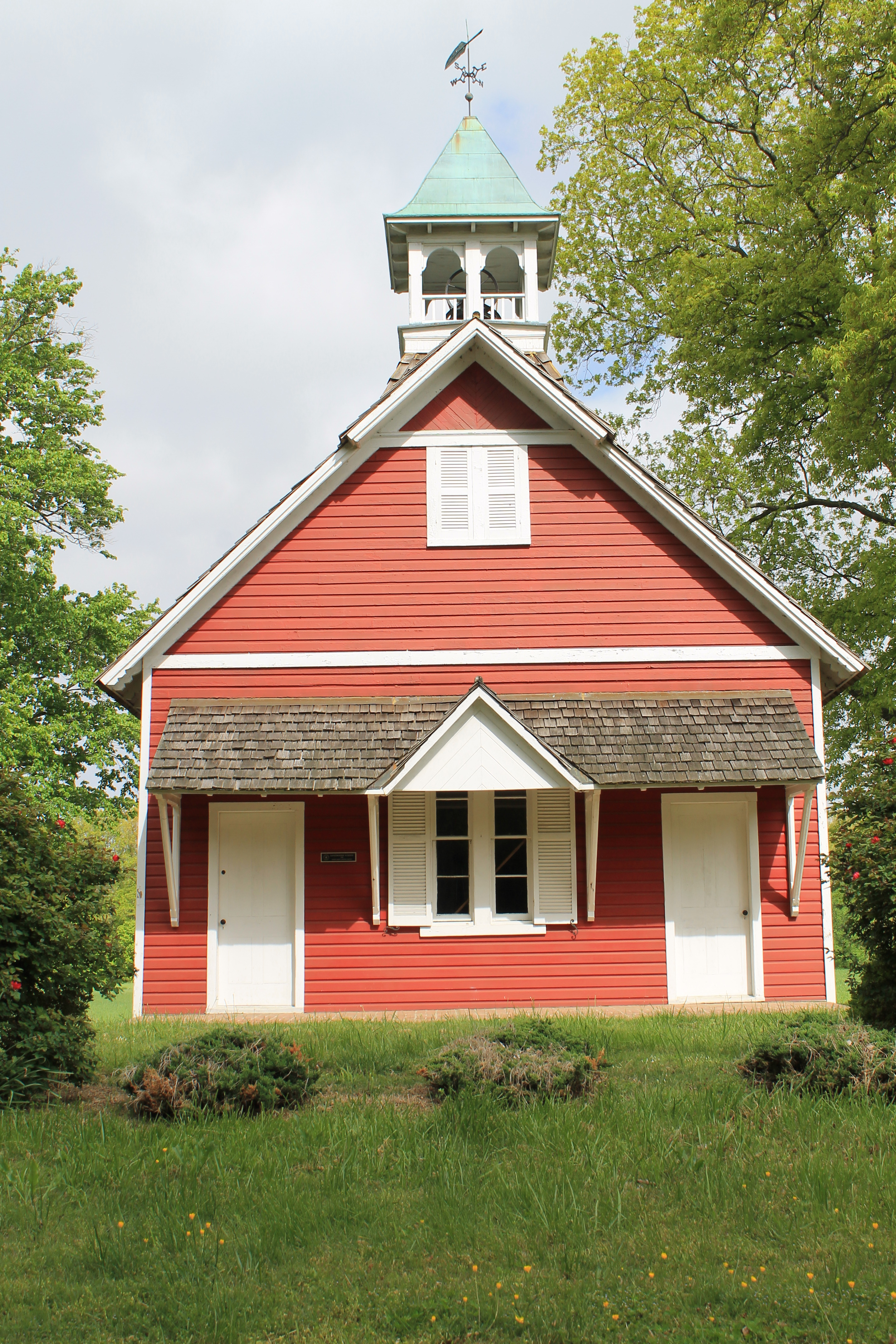
ロングウッズ校舎前面

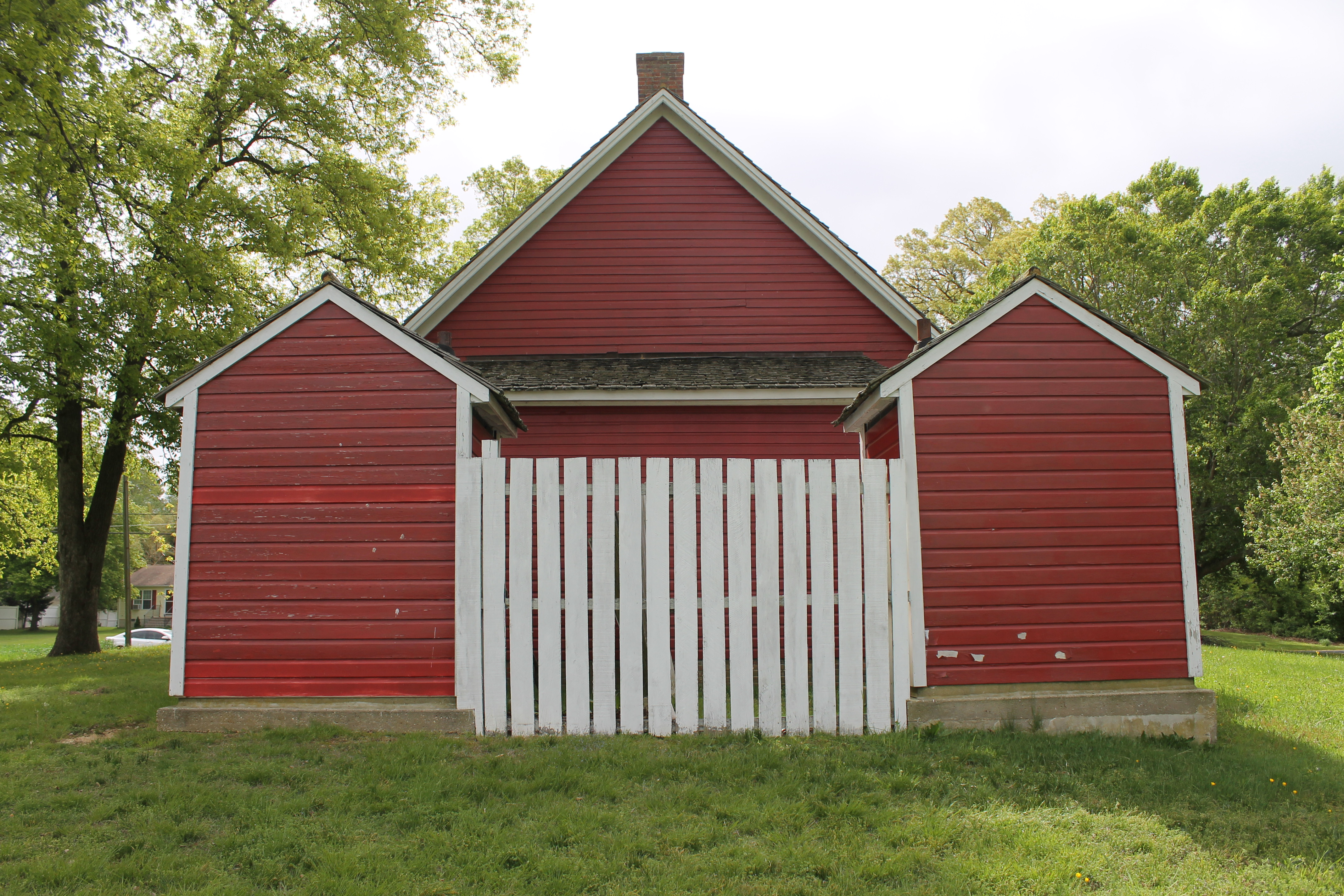
ロングウッズ校舎背面

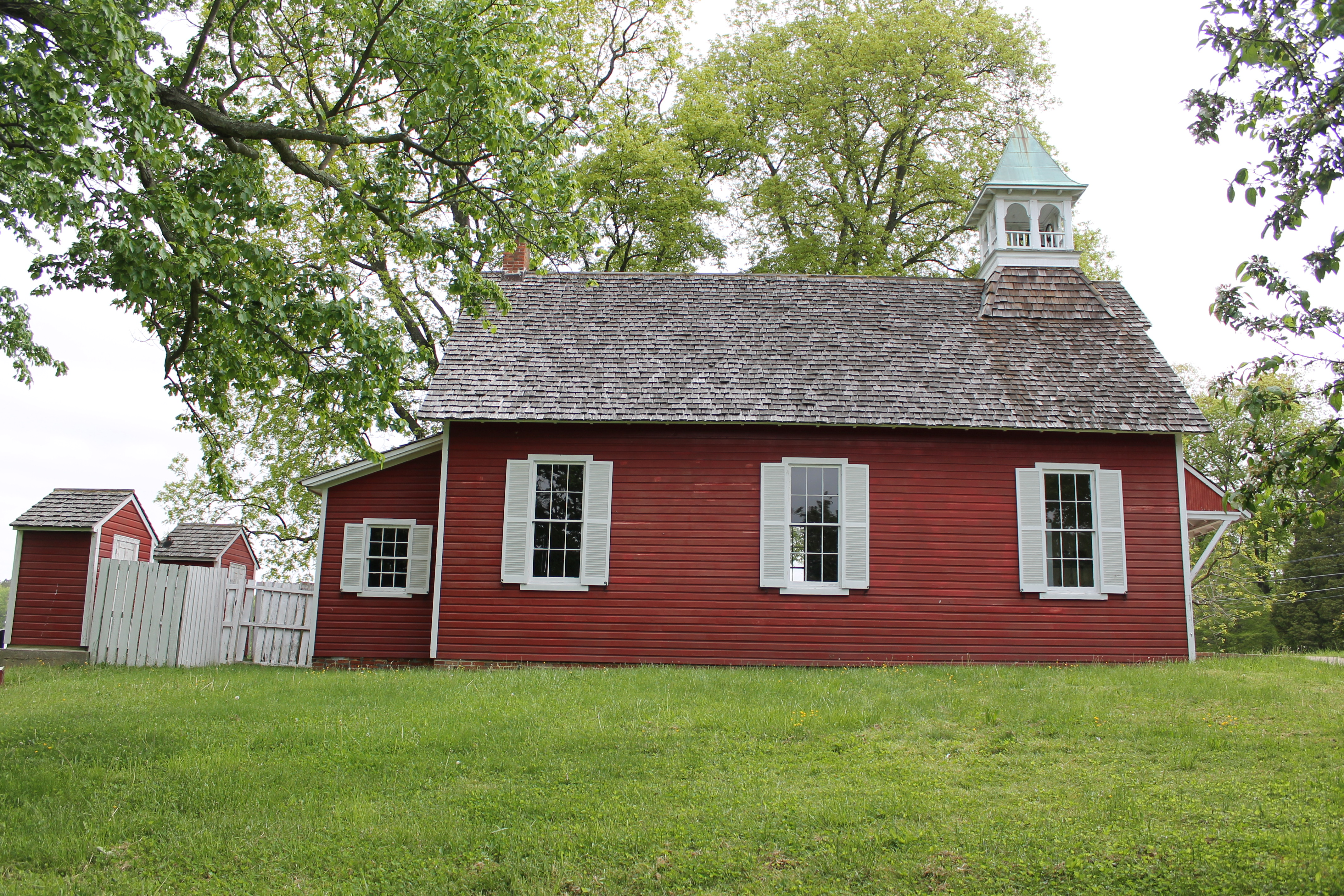
ロングウッズ校舎側面

ロングウッズ校舎、すなわちリトルレッド校舎はイーストンのすぐ北、ロングウッズ道路（メリーランド州道662号線）沿いに建っている。東部海岸に残っているものでは数少ない1室のみの校舎の1つである。1865年に開校され、平均的な生徒数は約30人だった。1967年に最後の授業を行った。外に2つのトイレ小屋があり、1つは男子用、1つは女子用で、フェンスで隔てられている。ヘレン・コリンズは「小学校としてリトルレッド校舎に通ったことを覚えている」と語っていた。さらに「リトルレッド校舎に歩いて通い、放課後はクラスメイトと共に道路向かいの店に行って、ポップを買った」とも語っていた。

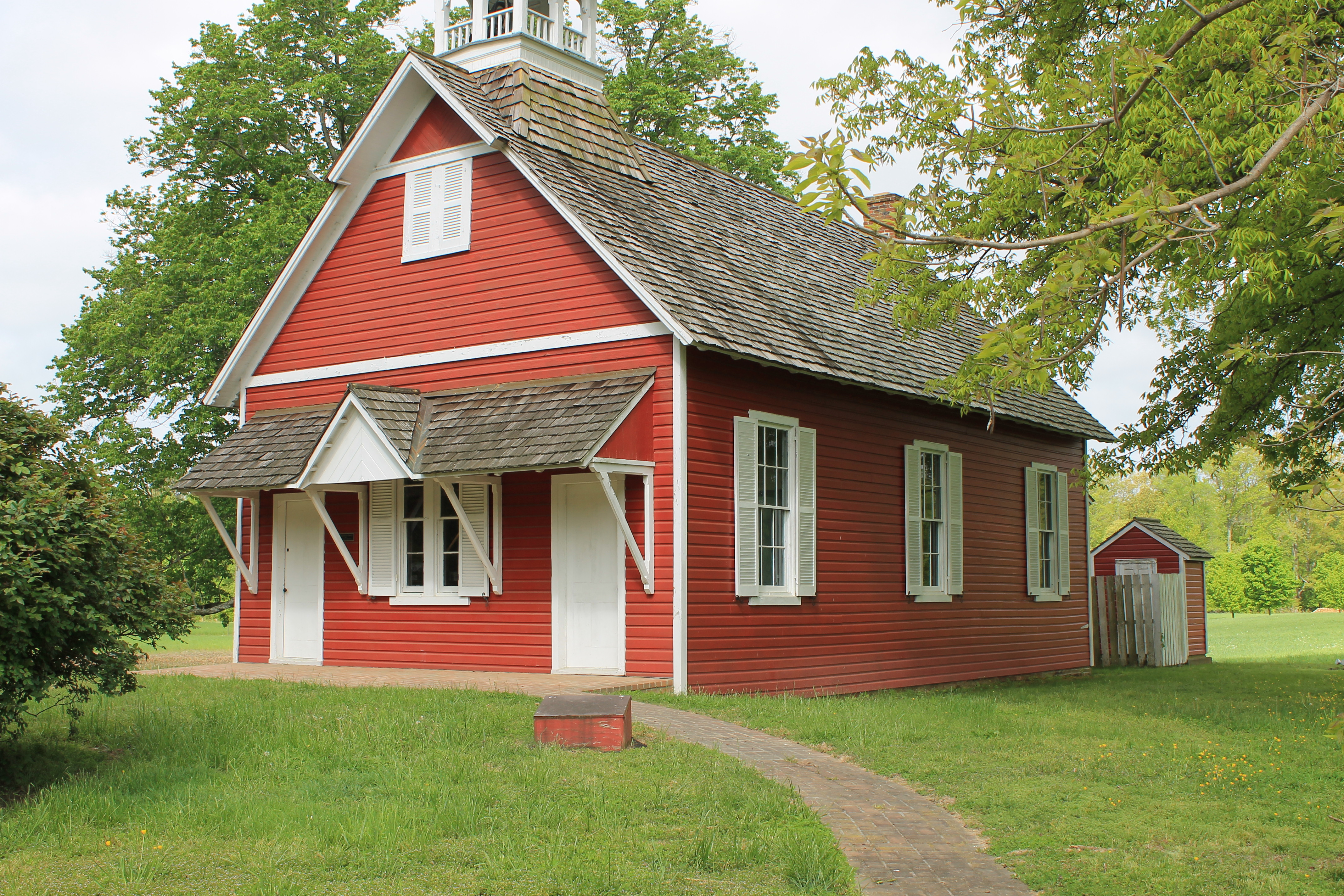
ロングウッズ校舎左前方

1936年には電気が引かれ、屋内トイレが1957年に追加された。タルボット歴史協会がこの校舎を最初の形に改修しようとしたときに、電気と現代的トイレを取り去り、建物背面に小屋を追加した。

### ポプラ島
ポープリー島、後のポプラ島は、タルボット郡で最初期に名前が与えられ、地図に載せられた島の1つである。ウィリアム・クレイボーン船長がリチャード・ポープリー中尉に因んで島名を付けた。ここはクレイボーンが1632年に最初に入植した島だった。1634年には初の畑ができ、1635年にはクレイボーンが従兄弟のリチャード・トンプソンに全島の所有権を与えた。1637年夏、トンプソンが遠征で島を離れている間に、ナンティコーク族インディアンがトンプソン家の家族全員と労働者を虐殺した。1700年代に、島名はポープリーからポープルズ、さらにポプラに変わった。トンプソンはバージニアに戻り、二度と島に帰らなかった。全ての者がリチャード・ポープリー中尉が誰であるか、またポプラ島の名前を忘れた。1654年、トマス・ホーキンスがポプラ島を購入し、その半分をティルマン島の設立者セス・フォスターに売却した。現在のポプラ島には船でのみ行くことができ、アメリカ陸軍工兵司令部が再建中である。

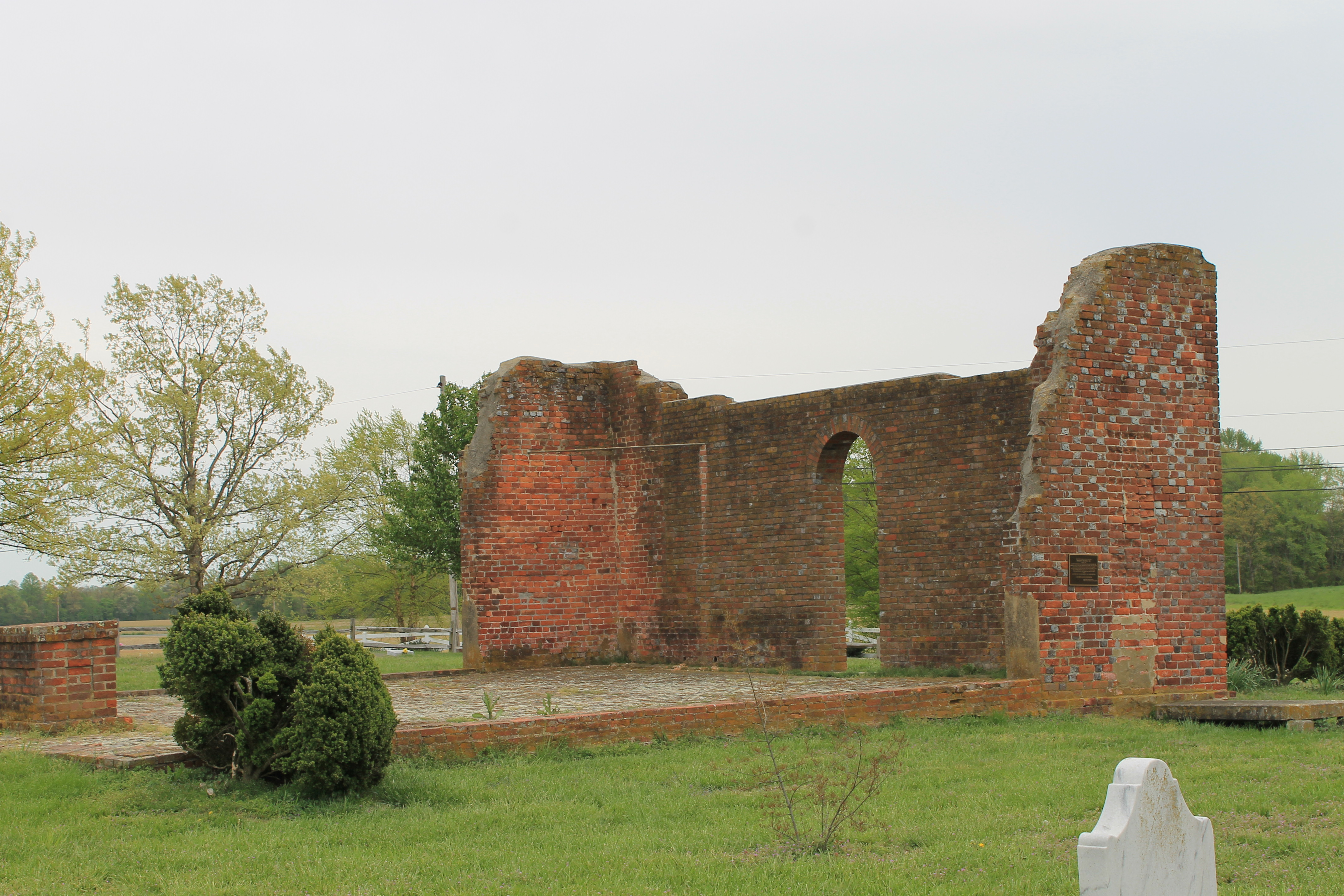
ホワイト・マーシュ教会背面

### ホワイト・マーシュ教会

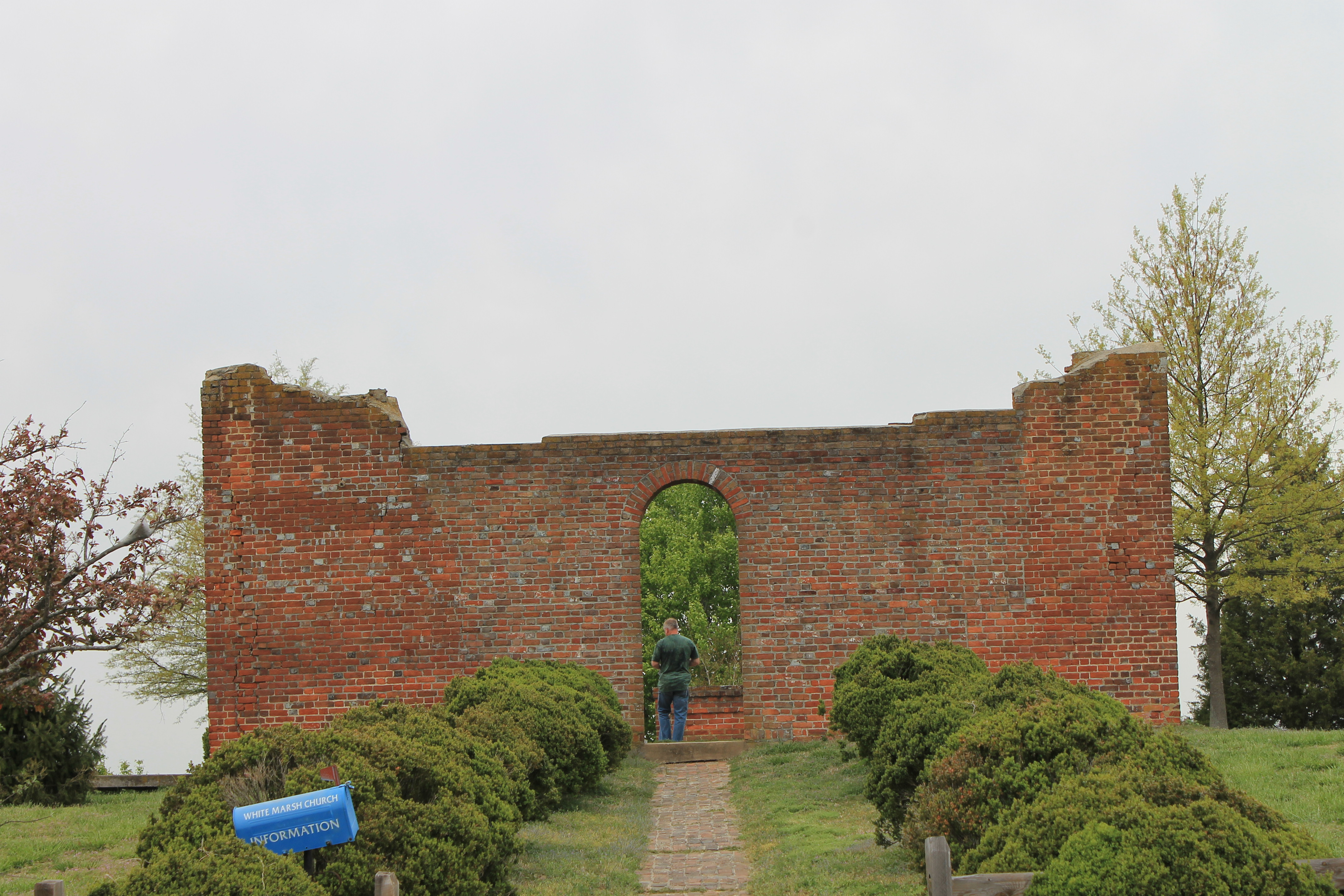
ホワイト・マーシュ教会背面

1691年、イギリス王ウィリアム3世とメアリー2世が、メリーランド植民地初代総督にライオネル・コプリー卿を指名し、植民地人はもっと宗教心篤くする必要があると説いた。1692年の構成法でタルボット郡を3つの教区に分け、イングランド国教会を信仰するものとした。ホワイト・マーシュ教会はその1つである。この教会の場所はハンブルトンと決められ、この判断は当時の交易の作法に基づいていた。その場所はオックスフォードとドーバーの港の間にあった。現在ドーバー橋が架かっている所に近くチョップタンク川沿いの小さな町だった。
最初の教会は1662年から1665年の間に立てられたと考えられているが、最初に教会について文書に出てくるのは1690年のことである。ただし、タルボット郡庁舎にある記録では、1687年にホワイト・マーシュ教会に続く道路を修理したことが記されている。1751年、この教会が修理され、教会員が増えていたために、大きさが二倍にされた。トマス・ビーコン牧師が教会員の増えた要因だった。ビーコン牧師はビーコン法の著者だった。1795年、ビーコン牧師が去ると教会員も減少し、礼拝はホワイトマーシュとイーストンで交互に行われた。ホワイトマーシュでの礼拝が行われなくなり、教会は放棄された。この教会で使われた当初の物品のうち幾らかが、トラップのセントポール教会に納められている。聖書、聖体拝領の道具、木製の献金箱である。1896年の火事で教会が焼け、煉瓦造りの壁のみが残った。これは現在もあり、トラップとイーストンの間、アメリカ国道50号線から見ることができる。初代牧師のダニエル・メイナディアとその妻が教会の床に葬られている。ロバート・モリス・シニアも教会のすぐ外に埋葬されている。これら3人を示す墓標がある。

## 郡政府
タルボット郡が郡として何時始まったかは不明である。郡政委員会は1983年4月19日に、その誕生日を1662年4月25日だと宣言した。タルボット郡は1973年にチャーター形式の郡政府を認められた。

## 地理
アメリカ合衆国国勢調査局に拠れば、郡域全面積は476.77平方マイル (1,234.8 km2)であり、このうち陸地269.14平方マイル (697.1 km2)、水域は207.64平方マイル (537.8 km2)で水域率は43.55%である。

### 隣接する郡
- クイーンアンズ郡 - 北（クイーンアンズ郡は1706年までタルボット郡に属していた[18]）
- キャロライン郡 - 東
- ドーチェスター郡 - 南

### 川とクリーク
チョップタンク川は、ヨーロッパ人が入ってくるまえにその両岸に住んでいたアルゴンキン語族インディアンから、その名前が採られた。彼等は体格の良い民族だった。ボルチモア市自然科学アカデミーがケンブリッジでこの部族の骨格を持っており（チョップタンク川沿いサンディヒルにあるマウンドから採取した）、その身長は7フィート (210 cm) 近くあり、異常な大きさである。
マイルズ川は当初の名前であるセントマイケルズ川が短縮されたものである。植民地時代にボルチモア卿から払い下げられた土地全ては、小さく分けられた借地の形態を採り、領主が保存し、毎年の聖ミカエルと全天使の祭であるミカエルマスに献げられた。ローマ・カトリック教会とイングランド国教会の暦では9月29日とされている。聖ミカエルはメリーランド植民地の守護聖人と見なされ、川の名前に残されている。タルボット郡初期開拓者の中には大勢のクエーカー教徒がいた。彼等は聖人に敬意を払わなかったので、セントという言葉を外し、マイケルズ川と呼んだ。それが次第にマイルズ川と呼ばれるようになった。
タルボット郡ができて6年後の1667年には既に、メリーランド植民地議会の書類にこれら川の名前が記されている。メリーランド植民地内全軍の総司令官第3代ボルチモア男爵チャールズ・カルバートが発した指示書では、ジョージ・リチャードを「タルボット郡のチョップタンク川とセントマイルズ川」から10人の騎兵隊長として、「敵インディアンに対して如何なる遠征も上記川沿いに行うこと」などが記されていた。同時に同様な指示書がチョップタンク川とセントマイルズ川の歩兵隊長ホプキン・デイビスにも発行されていた。
タルボット郡の北側郡境となるワイ川は、タルボット郡ができる前にその南岸の広大な土地を所有していたウェールズからの移民エドワード・ロイドが命名した。ロイドは故郷ウェールズのある山に近いセバーン川の水源近くにあり、湾曲していることで著名なワイ川から名付けた。その家産もワイ・ハウスと名付けており、ロイド家は9代続いた。
トレッドエイボン川は「サードヘイブン」が訛った名称であり、サードヘイブン集会所が1682年にその水源に建てられていた.。サードヘイブンはスレッドヘイブンの鉛である可能性があり、現在のオックスフォードに作られた最初の港の名前だった。
イングランドにある13のイーストンの中で最も重要なのはローワーエイボン川の水源から約1マイル (1.6 km) にあるイーストンである。タルボット郡の郡庁所在地イーストンはトレッドエイボン川の水源から1マイル (1.6 km) にあり、アメリカ独立戦争後の1788年にタルボット・コートハウスからイングランドの町名を採ってイーストンに改名した。植民地時代、多くの商船がオックスフォードとイーストンの町に近いブリストルの間を往復した。タルボット郡初期開拓者の多くもこの地域から来ていた。

## 人口動態
以下は2000年国勢調査による人口統計データである。
| 基礎データ - 人口: 33,812人 - 世帯数: 14,307 世帯 - 家族数: 9,628 家族 - 人口密度: 49人/km2（126人/mi2） - 住居数: 16,500軒 - 住居密度: 24軒/km2（61軒/mi2） 人種別人口構成（2000年統計、（ ）内は2010年統計） - 白人: 81.98% (81.4%) - アフリカン・アメリカン: 15.36% (12.8%) - ネイティブ・アメリカン: 0.18% (0.2%) - アジア人: 0.80% (1.2%) - 太平洋諸島系: 0.13% (0.1%) - その他の人種: 0.77% (2.7%) - 混血: 0.78% (1.6%) - ヒスパニック・ラテン系: 1.82% (5.5%) 先祖による構成 - イギリス系：18.2% - ドイツ系：15.5% - アイルランド系：11.3% - アメリカ人：11.1% 年齢別人口構成 - 18歳未満: 21.7% - 18-24歳: 5.6% - 25-44歳: 25.2% - 45-64歳: 27.2% - 65歳以上: 20.4% - 年齢の中央値: 43歳 - 性比（女性100人あたり男性の人口） - 総人口: 91.2 - 18歳以上: 87.6 | 世帯と家族（対世帯数） - 18歳未満の子供がいる: 26.4% - 結婚・同居している夫婦: 54.4% - 未婚・離婚・死別女性が世帯主: 9.8% - 非家族世帯: 32.7% - 単身世帯: 27.8% - 65歳以上の老人1人暮らし: 13.0% - 平均構成人数 - 世帯: 2.32人 - 家族: 2.82人 収入と家計 - 収入の中央値 - 世帯: 43,532米ドル - 家族: 53,214米ドル - 性別 - 男性: 33,757米ドル - 女性: 26,871米ドル - 人口1人あたり収入: 28,164米ドル - 貧困線以下 - 対人口: 8.3% - 対家族数: 5.3% - 18歳未満: 10.5% - 65歳以上: 7.9% |

## 都市と町
タルボット郡内にはメリーランド州法の町が5つある。
1. イーストン（1870年法人化） - 郡庁所在地
2. オックスフォード（1852年法人化）
3. クイーンアン1953年法人化、一部はクイーンアンズ郡）
4. セントマイルズ（1804年法人化）
5. トラップ（1827年法人化）

### 国勢調査指定地域
未編入領域も「町」と考えられるが、政府は無い。アメリカ合衆国国勢調査局、アメリカ合衆国郵便公社、地元商工会議所など様々な組織がその町を定義している。法人化はされていないので、その境界が定義されていない。アメリカ合衆国国勢調査局は以下の国勢調査指定地域を登録している。
1. コルドバ
2. ティルマンアイランド

### 未編入の町
1. ボーズマン
2. クレアボーン
3. フェアバンクス
4. マクダニエル
5. ニービット
6. ニューカム
7. ロイヤルオーク
8. シャーウッド
9. ウィットマン
10. ウィンディヒル
11. ワイミルズ

## 教育
郡内の公立学校はタルボット郡公共教育学区が管轄している。

## 行事
- 水鳥の祭
- タルボット郡祭 - 1822年にイーストンで、メリーランド州初の農業祭として開催されたのが始まりである[25]
- タッカホー・ガス・アンド・スティーム・ショー

## メディア
郡内で発行される新聞は「ザ・スター・デモクラット」である。